# 安托諾夫An-124
安托諾夫安-124「狮式」運輸機（烏克蘭語：Антонов Ан-124 «Руслан»；北約代號「Condor」【禿鷹】）是一種由前蘇聯的安托諾夫設計局研制的遠程戰略運輸機，主要用於運輸坦克及戰機。它於1982年首飛，並於1986年開始裝備部隊，面世時為當時全世界最大的飛機。至1995年為止，共生產了56架此類型飛機。

## 發展
安-124原本名為「安-400」，計劃名稱為「安-40」，研發目的是生產一款比安-22更大的運輸機。首架原型機在1982年12月26日首飛，第二架原型機名為「魯斯蘭」，並首次向西方國家亮相，出現在1985年的巴黎航空展，而飛機名稱同時改為「安-124」。
安-124採用超臨界機翼設計，搭載四台Д-18Т發動機，具有反推能力，起飛重量達405,000公斤，比C-5銀河運輸機還要高，能夠負載22,997公斤燃料。飛機採用線傳飛控來控制飛機各部件，設有液壓系統用作後備，機身部件廣泛地採用複合材料構成，其中飛機的派龍和吊艙更是完全採用複合材料構造。安-124的貨艙高4.4公尺、寬6.4公尺、長36公尺，貨艙門在機首和機尾，上層甲板能載88人，安-124能負載達149,988千克的貨物。
為了支撐如此高重量的飛機，安-124的機輪採用雙機輪設計，鼻輪有兩組，每組2個，主輪兩組，每組10個，全機共24個機輪。早期的安-124-100需要6名飛行員，當中為正副駕駛共兩名，兩名飛航工程師，一名通訊員和一名領航員。後期的安-124-100M減至四名，裁減了通訊員和領航員，而安-124-102更減至三人，採用EFIS及CRT顯示器，而計劃中安-124-130可能採用通用電氣公司的CF6-80發動機。
1985年當在基輔完成7個機體後，安-124便正式投產。同年月25日，一架安-124在負載171,218公斤貨物的情況下成功升空至10,750公尺，創造了世界紀錄；之後又創造多個不同紀錄，在1987年一架安-124又創造世界紀錄，用了25小時30分鐘飛行了20,151公里。1991年蘇聯解體，使安-124在基輔的生產線曾經一度短暫中斷，之後一直以低速生產直至1995年停產。之後在2005年又重開生產線，安托諾夫設計局和伏爾加第聶伯航空表示會生產約50架現代化的安-124M-150。首架使用安-124的民航公司是福伊爾航空（Air Foyle）。
安-124的設計成為日後安-225的設計樣本，在1988年首飛的安-225取代了安-124的地位，成為世上最大的飛機，最大起飛重量達599,989千克，但此機目前只生產了一架，且毀於2022年俄烏戰爭的戰火中。

## 規格
安-124-M-150型
参考资料：antonov.com
基本信息
- 机组：6
- 容量：88 人

性能
- 推重比：0.41

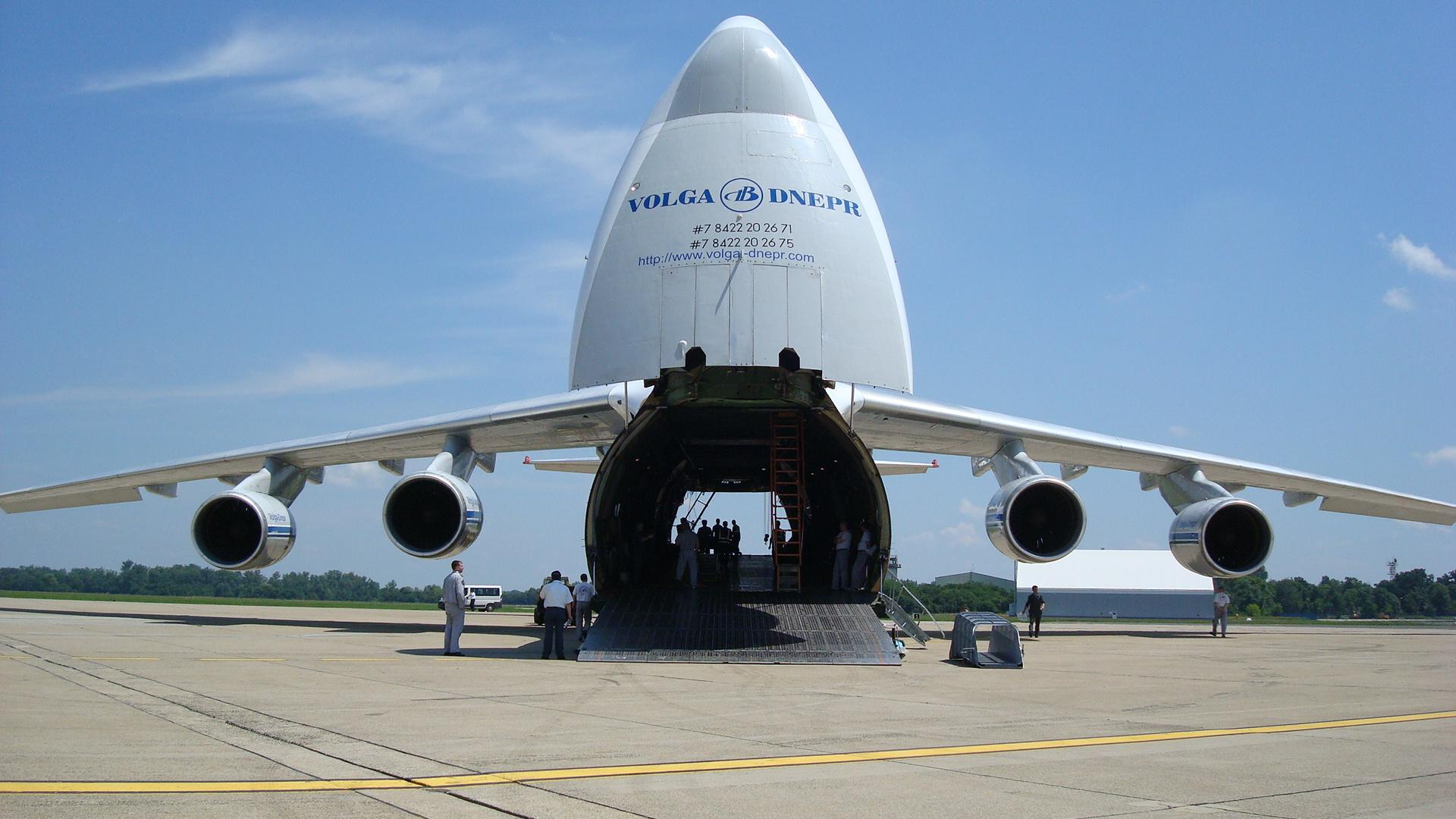
前後貫穿式貨倉

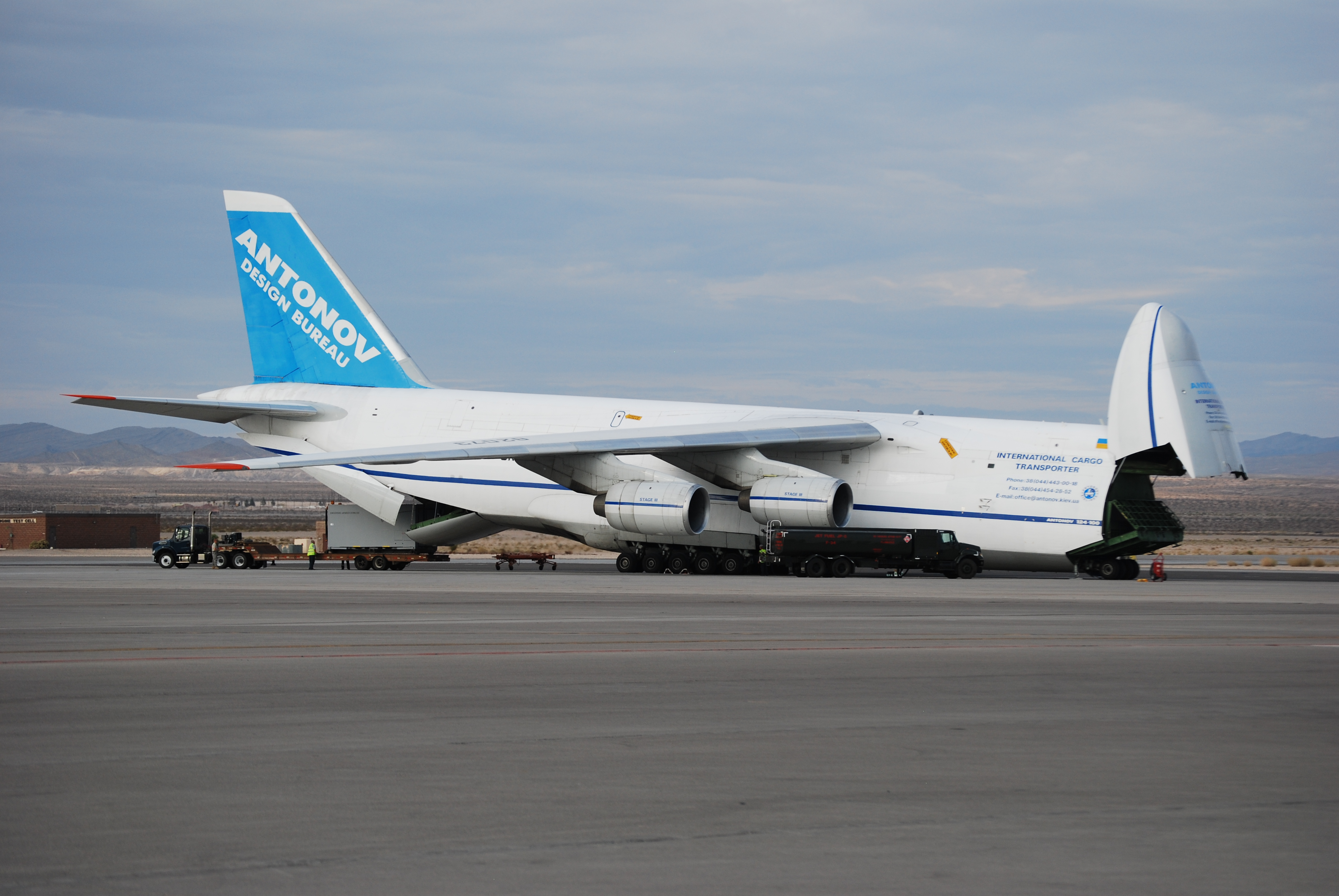
前後貨倉蓋開啟

安-124

最大荷载起飞距离：2,520 m (8,270 ft)
最大荷载着陆距离：900 m (3,000 ft)

## 現役軍用運輸機貨運能力比較
| 機型        | 最大載重（噸） | 貨艙長度          | 貨艙寬度         | 貨艙高度         |
| ----------- | -------------- | ----------------- | ---------------- | ---------------- |
| An-124      | 150            | 36（118英尺）     | 6.4（21英尺）    | 4.4（14英尺）    |
| C-5M        | 127.5          | 37（121英尺）     | 5.8（19英尺）    | 4.1（13英尺）    |
| An-22       | 80             | 32.7（107英尺）   | 4.44（14.6英尺） | 4.44（14.6英尺） |
| C-17        | 77.5           | 26.83（88.0英尺） | 5.49（18.0英尺） | 3.76（12.3英尺） |
| Y-20B       | 66             | 20（66英尺）      | 4（13英尺）      | 4（13英尺）      |
| Il-76MD-90A | 60             | 20（66英尺）      | 3.4（11英尺）    | 3.4（11英尺）    |
| A400M       | 37             | 17.71（58.1英尺） | 4（13英尺）      | 3.85（12.6英尺） |
| C-2         | 36             | 16（52英尺）      | 4（13英尺）      | 4（13英尺）      |
| C-390       | 26             | 18.5（61英尺）    | 3（9.8英尺）     | 3.4（11英尺）    |
| Y-9         | 20             | 16.2（53英尺）    | 3.2（10英尺）    | 2.6（8.5英尺）   |
| C-130J-30   | 19.8           | 16.76（55.0英尺） | 3.02（9.9英尺）  | 2.74（9.0英尺）  |

## 運載創舉
1999年3月，西門子交通集團租用安-124由德國法蘭克福機場運載廣島電鐵5000型電車至日本廣島機場，是世界首次以貨機運送鐵路車輛。
2002年12月，龐巴迪曾租用安-124由德國柏林-泰格爾機場運載廣州地鐵長客-龐巴迪Movia 456列車往廣州舊白雲機場，是全世界首宗以貨機而非海運運載地鐵車廂。

## 流行文化
在著名的詹姆斯·邦德系列电影《择日而亡》里面的运输机原型正是一架安-124，只是在地面拍摄的是安-124真机，而在空中飞行的则是电脑特技制作的，而且跟安-124的区别在于机头采用类似伊尔-76那种大量观察窗的领航舱设计，其余细节则跟安-124一致。